# Rosa Ojeda i Creus
Rosa Ojeda i Creus (Vilanova i la Geltrú, Garraf, 30 d'agost de 1871 - Barcelona, 15 de maig de 1954) va ésser una religiosa catalana, cofundadora de la congregació de les Germanes Carmelites de Sant Josep, en 1900. Ha estat proclamada venerable per l'Església Catòlica Romana.

## Biografia
De jove va destacar per la seva religiositat i la vocació de servei als altres, que havia desenvolupat tenint cura dels seus avis, amb els quals vivia des de la seva infantesa amb dos germans més, després de la prematura mort dels seus pares. En fer els 21 anys va decidir fer-se religiosa per dedicar la seva vida als altres i el 1893 ingressa a la congregació de les Germanes Josefines de la Caritat de Vic, on professa el 5 de maig de 1895 prenent el nom de Rosa de Sant Josep. Després de sis anys, i decebuda per l'actitud de les religioses del seu convent, que no considerava prou sacrificada, va decidir fundar una nova congregació.
Amb el consell i l'ajut del bisbe de Barcelona Josep Morgades i Gili, va fundar les Germanes Carmelites de Sant Josep, instal·lant-ne la primera comunitat el 10 d'octubre de 1900 a Barcelona, destinada a l'atenció a tots els necessitats: malalts, ancians i nens. De mica en mica, l'institut obre noves cases: el Masnou, per a gent gran, la Casa Bressol de Barcelona per a nadons i nens petits, i la Casa Mare a Horta (carrer de Lloret, 22), per a malalts. Al nou institut, Rosa Creus prengué el nom de Rosa de la Mare de Déu del Carme.
En 1905 s'aprovaren les constitucions de la congregació i en 1911, Rosa i altres germanes hi van fer els vots perpetus; l'any següent, fou elegida com a superiora general, càrrec que tindrà fins a la seva mort. L'any 1915 arriba a Rubí i va fundar el col·legi que actualment té el nom de Regina Carmeli, per escolaritzar als nens de les mares treballadores que no podien cuidar el seu fill. Com se li va quedar petit, van canviar la casa, per la de l'actual col·legi, En els períodes conflictius de l'època (Setmana Tràgica, Segona República espanyola, Guerra civil) va aconseguir mantenir l'esperit de la congregació i refer-la, consolidant-ne la tasca. Va ser protegida amagant-se en cases de ciutadans de la vila de Rubí.
L'any 1967 es publica la inauguració de la Residència de la Immaculada a Tartera, Prats, municipi de Das, a la Cerdanya regida per les Germanes Carmelites de Sant Josep, residència oferint serveis religiosos i de repós.
Va morir a la casa mare de la congregació el 15 de maig de 1954. En 1975 es va obrir la causa diocesana de beatificació; el procés de reconeixement es va tancar el 1985, i el 3 de juliol de 1998 va ésser proclamada venerable, reconeixent-ne les virtuts heroiques.